# Victor Lecot
Pour les articles homonymes, voir Lecot.
Victor Lucien Sulpice Lécot (parfois Lecot), né le 8 janvier 1831, à Montescourt-Lizerolles, et mort le 19 décembre 1908, à Chambéry, est un prélat catholique français, évêque de Dijon puis archevêque de Bordeaux et cardinal.

## Biographie
Victor Lucien Sulpice Lécot est né le 8 janvier 1831, à Montescourt-Lizerolles, dans le département français de l'Aisne.
Il est ordonné prêtre, à Compiègne, le 25 juin 1855, puis nommé évêque de Dijon, le 3 mars 1886, confirmé à ce ministère, le 10 juin 1886, et consacré, le 11 juillet 1886, par Joseph Péronne, évêque de Beauvais.
Il conserve ce siège jusqu'en 1890, année où il est nommé archevêque de Bordeaux le 3 juin 1890, confirmé à ce ministère le 26 juin 1890. Il arrive dans un diocèse important qui dispose d'une grande densité d'œuvres catholiques, de nombreuses congrégations religieuses et d'une presse catholique très visible telle que Le Nouvelliste de Bordeaux et du Sud-Ouest. Il consacre l'église Saint-Louis-des-Chartrons en 1895.
Il conserve ce siège jusqu'à sa mort en 1908.
Il est créé cardinal, le 12 juin 1893, par le pape Léon XIII, puis est nommé cardinal-prêtre de Santa Pudenziana, le 21 mai 1894.
Il participe au conclave de 1903 à l'issue duquel est élu le pape Pie X. Son épiscopat est marqué par la séparation de l'Église et de l'État au cours de laquelle il adopte une attitude plutôt modérée, malgré des incidents lors de l'inventaire des biens ecclésiastiques.
Le cardinal Lécot est légat du pape à Lourdes le 11 février 1908 à l'occasion des célébrations du cinquantenaire des apparitions de la Vierge à Bernadette Soubirous et il célèbre la messe solennelle le 11 février à 10 heures.

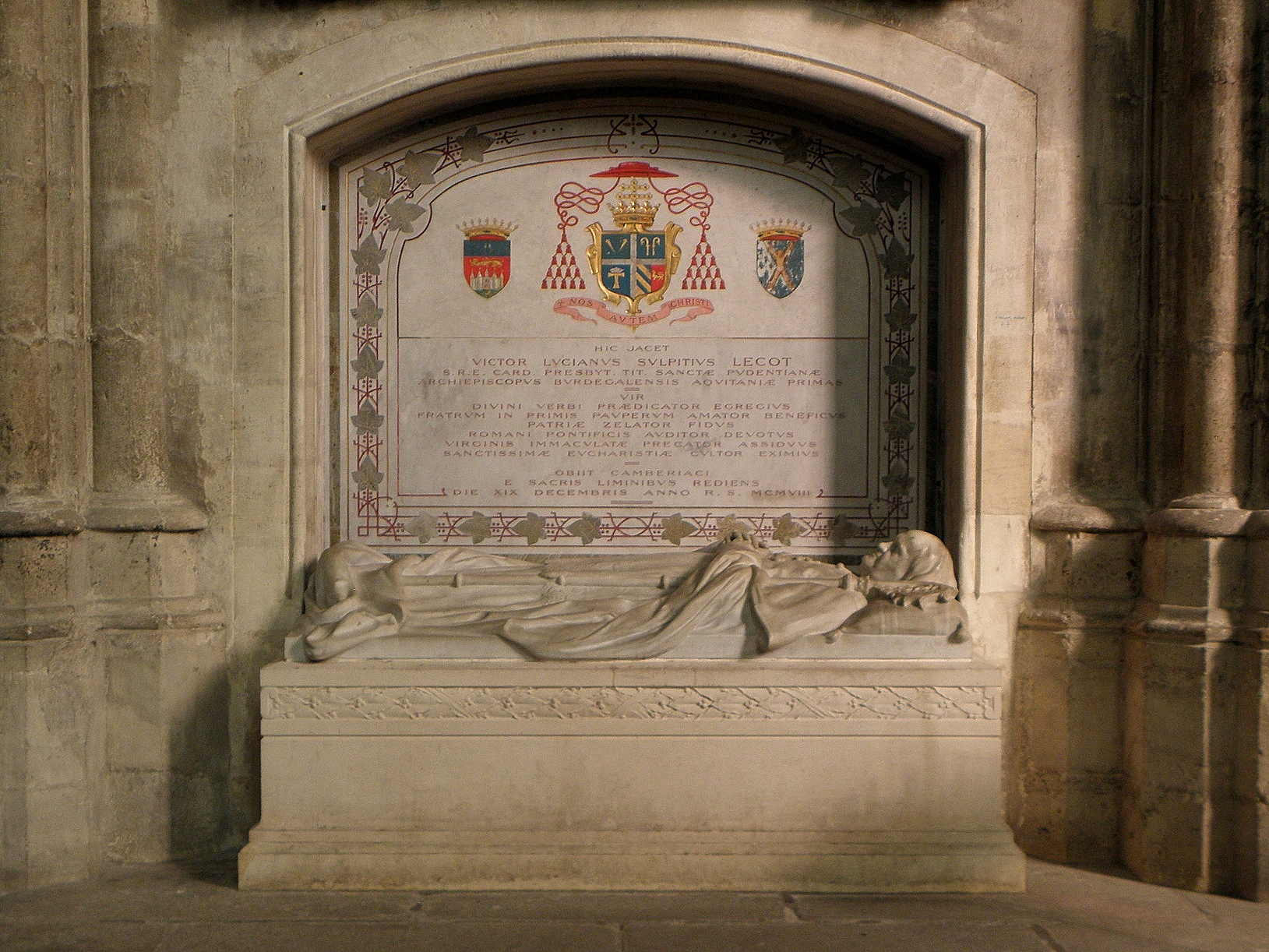
Tombeau du cardinal Lécot en la cathédrale de Bordeaux.

Il meurt le 19 décembre 1908, à Chambéry, en Savoie. Ses funérailles ont lieu à Bordeaux le 28 décembre 1908 en présence d'une foule très nombreuse étroitement surveillée par les autorités civiles compte tenu du contexte politico-religieux encore houleux et du risque d'affrontement avec les anticléricaux.
Une cérémonie funèbre est célébrée dans les sanctuaires, le 10 février 1909 — un an après sa venue à Lourdes — pour « le repos de son âme ».
La cathédrale Saint-André de Bordeaux abrite son tombeau monumental.